# Абрамово (Кикнурский район)
Абрамово — деревня в Кикнурском районе Кировской области.

## География
Находится на расстоянии примерно 18 км по прямой на юго-запад от райцентра поселка  Кикнур.

## История
Известна с 1873 года как починок Абрамычев, в котором отмечено дворов 23 и жителей 154, в 1905 (уже Абрамовский) 50 и 266, в 1926 (уже деревня Абрамовская) 71 и 358, в 1950 75 и 274. В 1989 году проживало 250 человек. Настоящее название закрепилось с 1950 года. До января 2020 года входила в Кикнурское сельское поселение до его упразднения.

## Население
Постоянное население  составляло 169 человек (русские 89%) в 2002 году, 73 в 2010.

## Транспорт
В деревню 2 раза в день один день в неделю из Кикнура ходит рейсовый автобус.